# هيلينا رانالدي
هيلينا رانالدي نوغيرا (من مواليد 24 مايو 1966 في ساو باولو) ممثلة برازيلية.

## روابط خارجية
- هيلينا رانالدي على موقع IMDb (الإنجليزية)
- هيلينا رانالدي على موقع قاعدة بيانات الفيلم (الإنجليزية)
- هيلينا رانالدي على موقع كينوبويسك (الروسية)

- هيلينا رانالدي في قاعدة بيانات الأفلام على الإنترنت